# Droga wojewódzka nr 425
Droga wojewódzka nr 425 (DW425) – droga wojewódzka w województwach  śląskim i opolskim o długości 24 km. Droga wojewódzka nr 425 wraz z drogą wojewódzką 920 i drogą wojewódzką 408 stanowi najkrótsze połączenie Kędzierzyna-Koźla z Rybnickim Okręgiem Węglowym.

## Miejscowości leżące przy trasie DW425
- Rudy (DW919, DW920)
- Ruda Kozielska
- Kuźnia Raciborska (DW922)
- Solarnia
- Dziergowice
- Lubieszów
- Bierawa (DW408)